# Воскресенская церковь на Васильевском острове
Це́рковь Воскресе́ния Христо́ва — первый православный храм на Васильевском острове в Санкт-Петербурге, существовавший в 1713—1730 годах. Находилась между современными зданием Двенадцати коллегий и Меншиковским дворцом.

## История
Первая полотняная домовая церковь была устроена в 1705 году князем Александром Меншиковым в его дворцовой усадьбе.
Рядом со строящимся дворцом князя в его именины, 23 ноября (4 декабря) 1713 года, в присутствии Петра I состоялось освящение мазанковой церкви Воскресения Словущего.
Храм был с колокольней с курантами «о четырёх кругах». Внутри были резные деревянные скульптуры и кафедра. Сами интерьеры были расписаны и позолочены.
Церковь считалась, наряду с Троицким собором, одной из красивейших в Санкт-Петербурге.
В 1725 году в храм была перенесена домовая церковь Благовещения Пресвятой Богородицы, которая находилась в западном крыле Меншиковского дворца. Для неё на хорах был устроен отдельный придел.
В 1729 году Воскресенский храм был закрыт и через год разобран.
Убранство храма было в 1731 году передано в церковь Рождества Иоанна Предтечи при Сухопутном кадетском корпусе, который занял дворец.
Убранство Благовещенского придела в 1732 году было передано в Андреевскую церковь, а в 1760 году — в Трехсвятительскую.
На территории храма позже был возведён каменный манеж корпуса.